# Saint-André-de-Double
Saint-André-de-Double là một xã của Pháp, nằm ở tỉnh Dordogne trong vùng Aquitaine của Pháp.

## Hành chính
| Danh sách các xã trưởng                |           |                  |      |          |
| Giai đoạn                              | Giai đoạn | Tên              | Đảng | Tư cách  |
| -                                      | 2001      | Maxime Gauthier  | -    | -        |
| mars 2001                              | en cours  | Nicole Fallacher |      | nghỉ hưu |
| Tất cả các dữ liệu trước đây không rõ. |           |                  |      |          |

## Thông tin nhân khẩu
| Năm | 1962 | 1968 | 1975 | 1982 | 1990 | 1999 | 2007 |
| --- | ---- | ---- | ---- | ---- | ---- | ---- | ---- |
| Dân số | 283  | 218  | 196  | 178  | 176  | 147  | 155  |
| From the year 1962 on: No double counting—residents of multiple communes (e.g. students and military personnel) are counted only once. |      |      |      |      |      |      |      |